# Eurolega 2010-2011
L'Eurolega 2010-2011 è stata la 46ª edizione (la 4ª con la denominazione attuale) della massima competizione europea. Il torneo è iniziato il 18 novembre 2010 e si è concluso il 21 maggio 2011 con la final eight al Poliesportiu di Andorra la Vella, nel Principato di Andorra.
A vincere il trofeo è stato il Liceo La Coruña, al quinto successo nella manifestazione, che ha battuto in finale il Reus Deportiu. Gli spagnoli hanno ottenuto la possibilità di sfidare i vincitori della Coppa CERS 2010-2011 nella Coppa Continentale 2011-2012.
Il Barcellona era campione in carica, dopo aver vinto per la diciannovesima volta la competizione nella precedente edizione.

## Formula
In questa stagione la competizione tornò al formato in vigore nell'edizione 2008-2009. Nella prima fase i sedici club partecipanti vennero divisi in quattro gruppi da quattro squadre ciascuno i quali vennero disputati tramite la formula del girone all'italiana con gare di andata e ritorno. Le prime due classificate si qualificarono direttamente per le final eight che vennero disputate con la formula dell'eliminazione diretta in tre turni e cioè quarti di finale, semifinali e finale.

## Date
| Fase          | Turno            | Andata                   | Ritorno                  |
| ------------- | ---------------- | ------------------------ | ------------------------ |
| Fase a gironi | Prima giornata   | 20 novembre 2010         | 20 novembre 2010         |
| Fase a gironi | Seconda giornata | 18 dicembre 2010         | 18 dicembre 2010         |
| Fase a gironi | Terza giornata   | 22 gennaio 2011          | 22 gennaio 2011          |
| Fase a gironi | Quarta giornata  | 19 febbraio 2011         | 19 febbraio 2011         |
| Fase a gironi | Quinta giornata  | 19 marzo 2011            | 19 marzo 2011            |
| Fase a gironi | Sesta giornata   | 9 aprile 2011            | 9 aprile 2011            |
| Final Eight   | Quarti di finale | dal 18 al 19 maggio 2011 | dal 18 al 19 maggio 2011 |
| Final Eight   | Semifinali       | 20 maggio 2011           | 20 maggio 2011           |
| Final Eight   | Finale           | 21 maggio 2011           | 21 maggio 2011           |

## Squadre partecipanti
| Nazione    | Club              | Città                | Qualificazione                                                            |
| ---------- | ----------------- | -------------------- | ------------------------------------------------------------------------- |
| Francia    | Coutras           | Coutras              |                                                                           |
| Francia    | SCRA Saint-Omer   | Saint-Omer           |                                                                           |
| Germania   | Cronenberg        | Wuppertal            |                                                                           |
| Italia     | Bassano 54        | Bassano del Grappa   | 4º in Serie A1 2009-2010, quarti di finale dei play-off                   |
| Italia     | CGC Viareggio     | Viareggio            | 7º in Serie A1 2009-2010, quarti di finale dei play-off                   |
| Italia     | Follonica         | Follonica            | 2º in Serie A1 2009-2010, finale dei play-off                             |
| Italia     | Marzotto Valdagno | Valdagno             | 1º in Serie A1 2009-2010, vince i play-off, campione d'Italia             |
| Portogallo | Candelária        | Madalena             | 4º in 1ª Divisão 2009-2010                                                |
| Portogallo | Porto             | Porto                | 1º in 1ª Divisão 2009-2010, campione del Portogallo                       |
| Spagna     | Barcellona        | Barcellona           | Campione d'Europa in carica e 1º in OK Liga 2009-2010, campione di Spagna |
| Spagna     | Blanes            | Blanes               | 9º in OK Liga 2009-2010                                                   |
| Spagna     | Liceo La Coruña   | La Coruña            | 2º in OK Liga 2009-2010                                                   |
| Spagna     | Noia              | Sant Sadurní d'Anoia | 7º in OK Liga 2009-2010                                                   |
| Spagna     | Reus Deportiu     | Reus                 | 5º in OK Liga 2009-2010                                                   |
| Spagna     | Vic               | Vic                  | 3º in OK Liga 2009-2010                                                   |
| Svizzera   | Ginevra           | Ginevra              |                                                                           |

## Risultati

### Fase a gironi

#### Girone A
| Squadra         | Pt | G | V | N | P | GF | GS | DG  |
| --------------- | -- | - | - | - | - | -- | -- | --- |
| Reus Deportiu   | 15 | 6 | 5 | 0 | 1 | 40 | 18 | +22 |
| Liceo La Coruña | 12 | 6 | 4 | 0 | 2 | 37 | 18 | +19 |
| Bassano 54      | 9  | 6 | 3 | 0 | 3 | 25 | 22 | +3  |
| Ginevra         | 0  | 6 | 0 | 0 | 6 | 8  | 52 | -44 |

| Bassano del Grappa 20 novembre 2010 1ª giornata | Bassano 54 | 7 – 0 | Ginevra | PalaSind |

| Reus 20 novembre 2010 1ª giornata | Reus Deportiu | 6 – 3 | Liceo La Coruña | Pavelló Olímpic |

| Ginevra 18 dicembre 2010 2ª giornata | Ginevra | 2 – 14 | Reus Deportiu | Centre sportif de la queue d'Arve |

| La Coruña 18 dicembre 2010 2ª giornata | Liceo La Coruña | 5 – 1 | Bassano 54 | Pazo dos Deportes de Riazor |

| Bassano del Grappa 22 gennaio 2011 3ª giornata | Bassano 54 | 4 – 5 | Reus Deportiu | PalaSind |

| Ginevra 22 gennaio 2011 3ª giornata | Ginevra | 2 – 8 | Liceo La Coruña | Centre sportif de la queue d'Arve |

| Ginevra 19 febbraio 2011 4ª giornata | Ginevra | 3 – 4 | Bassano 54 | Centre sportif de la queue d'Arve |

| La Coruña 19 febbraio 2011 4ª giornata | Liceo La Coruña | 5 – 3 | Reus Deportiu | Pazo dos Deportes de Riazor |

| Bassano del Grappa 19 marzo 2011 5ª giornata | Bassano 54 | 6 – 4 | Liceo La Coruña | PalaSind |

| Reus 19 marzo 2011 5ª giornata | Reus Deportiu | 7 – 1 | Ginevra | Pavelló Olímpic |

| La Coruña 18 dicembre 2010 6ª giornata | Liceo La Coruña | 12 – 0 | Ginevra | Pazo dos Deportes de Riazor |

| Reus 9 aprile 2011 6ª giornata | Reus Deportiu | 5 – 3 | Bassano 54 | Pavelló Olímpic |

#### Girone B
| Squadra         | Pt | G | V | N | P | GF | GS | DG  |
| --------------- | -- | - | - | - | - | -- | -- | --- |
| Barcellona      | 18 | 6 | 6 | 0 | 0 | 35 | 7  | +28 |
| Blanes          | 8  | 6 | 2 | 2 | 2 | 13 | 15 | -2  |
| Follonica       | 5  | 6 | 1 | 2 | 3 | 12 | 25 | -13 |
| SCRA Saint-Omer | 2  | 6 | 0 | 2 | 4 | 9  | 22 | -13 |

| Follonica 20 novembre 2010 1ª giornata | Follonica | 2 – 2 | Blanes | Pista Armeni |

| Saint-Omer 20 novembre 2010 1ª giornata | SCRA Saint-Omer | 0 – 5 | Barcellona | Salle des Sports du Brockus |

| Barcellona 18 dicembre 2010 2ª giornata | Barcellona | 9 – 0 | Follonica | Palau Blaugrana |

| Blanes 18 dicembre 2010 2ª giornata | Blanes | 3 – 2 | SCRA Saint-Omer | Ciutat Esportiva |

| Barcellona 22 gennaio 2011 3ª giornata | Barcellona | 5 – 1 | Blanes | Palau Blaugrana |

| Saint-Omer 22 gennaio 2011 3ª giornata | SCRA Saint-Omer | 1 – 2 | Follonica | Salle des Sports du Brockus |

| Barcellona 19 febbraio 2011 4ª giornata | Barcellona | 8 – 2 | SCRA Saint-Omer | Palau Blaugrana |

| Blanes 19 febbraio 2011 4ª giornata | Blanes | 5 – 2 | Follonica | Ciutat Esportiva |

| Follonica 19 marzo 2011 5ª giornata | Follonica | 2 – 4 | Barcellona | Pista Armeni |

| Saint-Omer 19 marzo 2011 5ª giornata | SCRA Saint-Omer | 0 – 0 | Blanes | Salle des Sports du Brockus |

| Blanes 9 aprile 2011 6ª giornata | Blanes | 2 – 4 | Barcellona | Ciutat Esportiva |

| Follonica 9 aprile 2011 6ª giornata | Follonica | 4 – 4 | SCRA Saint-Omer | Pista Armeni |

#### Girone C
| Squadra       | Pt | G | V | N | P | GF | GS | DG |
| ------------- | -- | - | - | - | - | -- | -- | -- |
| Candelária    | 10 | 6 | 3 | 1 | 2 | 24 | 18 | +6 |
| Noia          | 9  | 6 | 3 | 0 | 3 | 19 | 21 | -2 |
| Vic           | 9  | 6 | 3 | 0 | 3 | 17 | 19 | -2 |
| CGC Viareggio | 7  | 6 | 2 | 1 | 3 | 17 | 19 | -2 |

| Madalena 20 novembre 2010 1ª giornata | Candelária | 6 – 4 | Vic | Pavilhão da Candelária |

| Viareggio 20 novembre 2010 1ª giornata | CGC Viareggio | 5 – 2 | Noia | PalaBarsacchi |

| Sant Sadurní d'Anoia 18 dicembre 2010 2ª giornata | Noia | 4 – 3 | Candelária | Pavelló Ateneu Agrícola |

| Vic 18 dicembre 2010 2ª giornata | Vic | 4 – 2 | CGC Viareggio | Pavelló Olímpic |

| Viareggio 22 gennaio 2011 3ª giornata | CGC Viareggio | 2 – 2 | Candelária | PalaBarsacchi |

| Sant Sadurní d'Anoia 22 gennaio 2011 3ª giornata | Noia | 4 – 1 | Vic | Pavelló Ateneu Agrícola |

| Sant Sadurní d'Anoia 19 febbraio 2011 4ª giornata | Noia | 5 – 4 | CGC Viareggio | Pavelló Ateneu Agrícola |

| Vic 19 febbraio 2011 4ª giornata | Vic | 4 – 3 | Candelária | Pavelló Olímpic |

| Madalena 19 marzo 2011 5ª giornata | Candelária | 5 – 3 | Noia | Pavilhão da Candelária |

| Viareggio 19 marzo 2011 5ª giornata | CGC Viareggio | 3 – 1 | Vic | PalaBarsacchi |

| Madalena 9 aprile 2011 6ª giornata | Candelária | 5 – 1 | CGC Viareggio | Pavilhão da Candelária |

| Vic 9 aprile 2011 6ª giornata | Vic | 3 – 1 | Noia | Pavelló Olímpic |

#### Girone D
| Squadra           | Pt | G | V | N | P | GF | GS | DG  |
| ----------------- | -- | - | - | - | - | -- | -- | --- |
| Marzotto Valdagno | 15 | 6 | 5 | 0 | 1 | 36 | 20 | +16 |
| Porto             | 13 | 6 | 4 | 1 | 1 | 40 | 25 | +15 |
| Coutras           | 5  | 6 | 1 | 2 | 3 | 26 | 34 | -8  |
| Cronenberg        | 1  | 6 | 0 | 1 | 5 | 9  | 32 | -23 |

| Coutras 20 novembre 2010 1ª giornata | Coutras | 5 – 7 | Marzotto Valdagno | Patinoire Milou Ducourtioux |

| Porto 20 novembre 2010 1ª giornata | Porto | 11 – 1 | Cronenberg | Dragão Caixa |

| Wuppertal 18 dicembre 2010 2ª giornata | Cronenberg | 2 – 2 | Coutras | Alfred-Henckels-Halle |

| Valdagno 18 dicembre 2010 2ª giornata | Marzotto Valdagno | 10 – 3 | Porto | Palalido |

| Wuppertal 22 gennaio 2011 3ª giornata | Cronenberg | 1 – 4 | Marzotto Valdagno | Alfred-Henckels-Halle |

| Porto 22 gennaio 2011 3ª giornata | Porto | 11 – 4 | Coutras | Dragão Caixa |

| Wuppertal 19 febbraio 2011 4ª giornata | Cronenberg | 2 – 3 | Porto | Alfred-Henckels-Halle |

| Valdagno 19 febbraio 2011 4ª giornata | Marzotto Valdagno | 7 – 3 | Coutras | Palalido |

| Coutras 19 marzo 2011 5ª giornata | Coutras | 5 – 0 | Cronenberg | Patinoire Milou Ducourtioux |

| Porto 19 marzo 2011 5ª giornata | Porto | 5 – 1 | Marzotto Valdagno | Dragão Caixa |

| Coutras 9 aprile 2011 6ª giornata | Coutras | 7 – 7 | Porto | Patinoire Milou Ducourtioux |

| Valdagno 9 aprile 2011 6ª giornata | Marzotto Valdagno | 7 – 3 | Cronenberg | Palalido |

### Final Eight
Le Final Eight della manifestazione si sono disputate presso il Poliesportiu a Andorra la Vella dal 18 al 21 maggio 2011.
|  | Quarti di finale  | Quarti di finale  | Quarti di finale |               |                 | Semifinali      | Semifinali | Semifinali |  |  | Finale | Finale | Finale |  |
|  |                   |                   |                  |               |                 |                 |            |            |  |  |        |        |        |  |
|  | Liceo La Coruña   | Liceo La Coruña   | 7                |               |                 |                 |            |            |  |  |        |        |        |  |
|  | Liceo La Coruña   | Liceo La Coruña   | 7                |               |                 |                 |            |            |  |  |        |        |        |  |
|  | Noia              | Noia              | 4                |               |                 |                 |            |            |  |  |        |        |        |  |
|  | Noia              | Noia              | 4                |               | Liceo La Coruña | Liceo La Coruña | 3(2)       |            |  |  |        |        |        |  |
|  |                   |                   |                  |               | Liceo La Coruña | Liceo La Coruña | 3(2)       |            |  |  |        |        |        |  |
|  |                   |                   | Porto            | Porto         | 3(1)            |                 |            |            |  |  |        |        |        |  |
|  | Porto             | Porto             | Porto            | Porto         | 3(1)            | 4               |            |            |  |  |        |        |        |  |
|  | Porto             | Porto             |                  |               |                 |                 |            |            |  |  |        |        |        |  |
|  | Barcellona        | Barcellona        | 3                |               |                 |                 |            |            |  |  |        |        |        |  |
|  | Barcellona        | Barcellona        | 3                |               | Liceo La Coruña | Liceo La Coruña | 7          |            |  |  |        |        |        |  |
|  |                   |                   |                  |               |                 |                 |            |            |  |  |        |        |        |  |
|  |                   |                   | Reus Deportiu    | Reus Deportiu | 4               |                 |            |            |  |  |        |        |        |  |
|  | Blanes            | Blanes            | Reus Deportiu    | Reus Deportiu | 4               | 0               |            |            |  |  |        |        |        |  |
|  | Blanes            | Blanes            |                  |               |                 |                 |            |            |  |  |        |        |        |  |
|  | Candelária        | Candelária        | 2                |               |                 |                 |            |            |  |  |        |        |        |  |
|  | Candelária        | Candelária        | 2                |               | Candelária      | Candelária      | 2          |            |  |  |        |        |        |  |
|  |                   |                   |                  |               | Candelária      | Candelária      | 2          |            |  |  |        |        |        |  |
|  |                   |                   | Reus Deportiu    | Reus Deportiu | 3               |                 |            |            |  |  |        |        |        |  |
|  | Marzotto Valdagno | Marzotto Valdagno | Reus Deportiu    | Reus Deportiu | 3               | 2               |            |            |  |  |        |        |        |  |
|  | Marzotto Valdagno | Marzotto Valdagno |                  |               |                 |                 |            |            |  |  |        |        |        |  |
|  | Reus Deportiu     | Reus Deportiu     | 4                |               |                 |                 |            |            |  |  |        |        |        |  |